# シャンティ (島谷ひとみの曲)
「シャンティ」は、島谷ひとみの6枚目のシングル。2002年1月30日にavex traxよりリリースされた。

## 解説
表題曲では、康珍化によるキャッチーな詞、上野圭市による手堅い構成のメロディーを、島谷は歯切れよく、80年代歌謡曲風に歌いこなしている。この曲はTBS系ドラマ『プリティガール』（同じバーニングプロダクション所属の稲森いずみ主演）の主題歌となり、島谷にとって初のドラマタイアップ曲となった。また島谷にとって、初のオリコンTOP10入りシングルともなった。
表題曲は同年6月にリリースされた同名のアルバム『シャンティ』に収録されたほか、2005年リリースのスペシャルコンセプト・アルバム『crossover』に「crossover version」が収録されている。

## 収録曲
1. シャンティ
  - 作詞：康珍化/作曲・編曲：上野圭市
2. kiss & hug
  - 作詞：村野直球/作曲：岡田実音/編曲：大槻"KALTA"英宣
3. シャンティ（Instrumental）
4. kiss & hug（Instrumental）